# Линейное (Нижнегорский район)
Лине́йное (до 1948 года Чуча́-Ваку́ф; укр. Лінійне, крымскотат. Çuça Vaqıf, Чуча Вакъыф) — село в Нижнегорском районе Республики Крым, входит в состав Нижнегорского сельского поселения (согласно административно-территориальному делению Украины — Нижнегорского поссовета Автономной Республики Крым).

## Население
| 2001 | 2014 |
| ---- | ---- |
| 495  | ↘384 |

Всеукраинская перепись 2001 года показала следующее распределение по носителям языка
| Язык             | Процент |
| ---------------- | ------- |
| русский          | 60      |
| крымскотатарский | 27.88   |
| украинский       | 11.72   |
| другие           | 0.2     |

### Динамика численности
| - 1805 год — 40 чел. - 1864 год — 54 чел. - 1892 год — 96 чел. - 1900 год — 168 чел. - 1915 год — 117/55 чел. - 1926 год — 95 чел. | - 1939 год — 292 чел. - 1989 год — 474 чел. - 2001 год — 495 чел. - 2009 год — 409 чел. - 2014 год — 384 чел. |

## Современное состояние
На 2017 год в Линейном числится 5 улиц; на 2009 год, по данным сельсовета, село занимало площадь 37,7 гектара на которой, в 159 дворах, проживало 409 человек. В селе действует библиотека-филиал № 42.

## География
Линейное — село в центре района, в степном Крыму, высота центра села над уровнем моря — 20 м. Соседние сёла: Разливы в 1,5 км на юг и Зелёное в 1,2 км на юго-восток. Расстояние до райцентра — около 6,5 километров (по шоссе), там же ближайшая железнодорожная станция — Нижнегорская (на линии Джанкой — Феодосия). Транспортное сообщение осуществляется по региональной автодороге 35Н-366 Нижнегорский — Линейное (по украинской классификации — С-0-10910).

## История
Первое документальное упоминание села встречается в Камеральном Описании Крыма… 1784 года, судя по которому, в последний период Крымского ханства Илгеры Чоча входил в Насывский кадылык Карасъбазарскаго каймаканства. После присоединения Крыма к России (8) 19 апреля 1783 года, (8) 19 февраля 1784 года, именным указом Екатерины II сенату, на территории бывшего Крымского Ханства была образована Таврическая область и деревня была приписана к Перекопскому уезду. После Павловских реформ, с 1796 по 1802 год, входила в Перекопский уезд Новороссийской губернии. По новому административному делению, после создания 8 (20) октября 1802 года Таврической губернии, Чуча был включён в состав Таганашминской волости Перекопского уезда.
Согласно Ведомости о всех селениях, в Перекопском уезде состоящих с показанием в которой волости сколько числом дворов и душ… от 21 октября 1805 года, в деревне Чуче в 7 дворах проживало 39 крымских татар и 1 ясыр. На военно-топографической карте генерал-майора Мухина 1817 года деревня Сюша обозначена пустующей. После реформы волостного деления 1829 года Ильгери-Чучу, согласно «Ведомости о казённых волостях Таврической губернии 1829 года», отнесли к Башкирицкой волости (переименованной из Таганашминской). На карте 1836 года в деревне 6 дворов, а на карте 1842 года Ильгеры-Чуча обозначен условным знаком «малая деревня», то есть, менее 5 дворов.
В 1860-х годах, после земской реформы Александра II, деревню приписали к Байгончекской волости. Согласно «Памятной книжке Таврической губернии за 1867 год», деревня Эльгеры-Чуча была покинута жителями в 1860—1864 годах, в результате эмиграции крымских татар, особенно массовой после Крымской войны 1853—1856 годов, в Турцию и оставалась в развалинах. В «Списке населённых мест Таврической губернии по сведениям 1864 года», составленном по результатам VIII ревизии 1864 года, Эльгеры-Чуча, он же Кучук-Чуча, он же немецкая меннонитская колония Анненфельд, с 11 дворами и 54 жителями (в энциклопедическом словаре Немцы России Аннефельд (Межевое) также отнесено к Эльгеры-Чуче, но в обоих случаях это ошибка, поскольку территориально Межевое находится на месте Сыртки-Чучи). В дальнейшем упоминаний о немецком населении деревни в доступных источниках не встречается.
После земской реформы 1890 года деревню отнесли к Ак-Шеихской волости.
По «…Памятной книжке Таврической губернии на 1892 год» в деревне, составлявшей Чучинское сельское общество, числилось 96 жителей в 12 домохозяйствах, но определить — какая из деревень — Сыртке или Ильгери имелась в виду, не представляется возможным. То же относится к сведениям за 1900 год, когда по «…Памятной книжке Таврической губернии на 1900 год» в деревне Чучи числилось 169 жителей в 23 дворах. По Статистическому справочнику Таврической губернии. Ч.II-я. Статистический очерк, выпуск пятый Перекопский уезд, 1915 год, в деревне Эльгеры-Чуча (она же Чучи) Ак-Шеихской волости Перекопского уезда числилось 19 дворов(15 дворов с землёй, 4 — безземельные) с татарским населением в количестве 117 человек приписных жителей и 55 — «посторонних», из которых 106 мужчин и 66 женщин. Жители владели 192 десятинами удобной земли. В хозяйствах имелось 40 лошадей и 15 коров.
После установления в Крыму Советской власти, по постановлению Крымревкома от 8 января 1921 года № 206 «Об изменении административных границ» была упразднена волостная система, Перекопский уезд переименовали в Джанкойский, в составе которого был создан Джанкойский район. В 1922 году уезды преобразовали в округа. 11 октября 1923 года, согласно постановлению ВЦИК, в административное деление Крымской АССР были внесены изменения, в результате которых округа были отменены и Джанкойский район стал основной административной единицей и село включили в его состав. Согласно Списку населённых пунктов Крымской АССР по Всесоюзной переписи 17 декабря 1926 года, в селе Чуча (вакуф), Ногайлы-Ахматского сельсовета Джанкойского района, числилось 27 дворов, все крестьянские, население составляло 95 человек, все татары. Постановлением ВЦИК «О реорганизации сети районов Крымской АССР» от 30 октября 1930 года, был создан Сейтлерский район (по другим сведениям 15 сентября 1931 года), переименованный указом ВС РСФСР № 621/6 от 14 декабря 1944 года в Нижнегорский и село включили в его состав. По данным всесоюзной переписи населения 1939 года в селе проживало 292 человека.
В 1944 году, после освобождения Крыма от фашистов, согласно Постановлению ГКО № 5859 от 11 мая 1944 года, 18 мая крымские татары были депортированы в Среднюю Азию. 12 августа 1944 года было принято постановление № ГОКО-6372с «О переселении колхозников в районы Крыма» и в сентябре 1944 года в район приехали первые новоселы (320 семей) из Тамбовской области, а в начале 1950-х годов последовала вторая волна переселенцев из различных областей Украины. С 25 июня 1946 года Чуча-Вакуф в составе Крымской области РСФСР. Указом Президиума Верховного Совета РСФСР от 18 мая 1948 года, Чучу-Вакуф переименовали в Линейное. 26 апреля 1954 года Крымская область была передана из состава РСФСР в состав УССР. Время включения в Новоивановский сельсовет пока не установлено: на 15 июня 1960 года село уже числилось в его составе. К 1968 году Новоивановский сельсовет был упразднён и село передали в Нижнегорский поссовет. По данным переписи 1989 года в селе проживало 474 человека. С 12 февраля 1991 года село в восстановленной Крымской АССР, 26 февраля 1992 года переименованной в Автономную Республику Крым. С 21 марта 2014 года в составе Крыма аннексировано Россией.